# رجم الشوف
قرية رجم الشوف (رجم الشوك سابقاً) إحدى قرى في محافظة الزرقاء في الأردن. تتبع إداريا لقضاء بيرين.تقع غرب محافظة الزرقاء بعشرون كيلو تقريبا.
تحيط بها المزارع من كل جانب وهي مشرفة على بيرين وأم رمانة من الجهة الشمالية وتطل على شفا بدران و مناطق عمان من الجهة الغربية مكسوه بالأشجار المثمرة مثل شجر الزيتون والتين والرمان وفيها مناطق واسعة مزروعة بالعنب والخوخ.
مناخها لطيف لارتفاعها واطلالتها المميزة، أمتازت برزاعة محاصيل القمح والشعير والعدس، أغلب سكانها مزارعون يعملون بتربية الأغنام وزراعة الأرض، لارتفاع هذه المنطقة فانه في فصل الشتاء تتساقط الثلوج عليها أحياناً، وتسيل المياه في الوديان والابار. 